# Národní fronta Čechů a Slováků
Národní fronta Čechů a Slováků (NF ČSSR) bylo sdružení politických stran (později byly do něj přijaty i další organizace), které bylo založeno za účelem převzetí řízení státu po druhé světové válce. V podstatě se jednalo o nejdéle fungující politickou koalici na území Československa.

## Historie
Ustanovení Národní fronty se datuje od moskevských porad v březnu 1945 při jednání o Košickém vládním programu. Již tehdy se tam ukázalo, že se Benešova exilová vláda neprosadí. Od začátku měla v Národní frontě značný vliv Komunistická strana Československa, která ji využila k usnadnění převzetí moci. Svou moc definitivně posílila 4./5. dubna 1945, kdy se prosadila vůči londýnskému Prozatímnímu státnímu zřízení a dohodla se i na vyhlášení Košického vládního programu. Jejím předsedou byl Zdeněk Fierlinger (ČSSD) (viz První vláda Zdeňka Fierlingera) od 5. dubna 1945 do 6. listopadu 1945, kdy ji nahradila druhá Fierlingerova vláda.

## Národní fronta Čechů a Slováků

### Národní fronta Čechů a Slováků (1945–1948)
Systém Národní fronty umožňoval kandidovat do voleb v roce 1946 pouze stranám sdruženým v této organizaci. Vyloučena byla Republikánská strana zemědělského a malorolnického lidu (agrárníci) a národní demokraté. Mnoho z bývalých voličů agrárníků pak na svou stranu získali komunisté.
Po volbách, které vyhrála KSČ, byly všechny strany Národní fronty přizvány k podílu na moci (tj. neexistovala žádná povolená opoziční strana).

### Obrozená Národní fronta Čechů a Slováků (1948–1990)
Po únorovém puči 1948 se Národní fronta fakticky stala politickým instrumentem absolutní moci KSČ. Národní fronta byla tzv. obrozena od vedení demokratických stran, která poté působila v exilu. ČSSD byla sloučena s KSČ, ostatní strany byly zbaveny své původní úlohy – staly se pouhými přisluhovači KSČ. Do Národní fronty byly začleněny všechny veřejně působící společenské organizace. Do voleb vstupovala tzv. Jednotná kandidátka Národní fronty – NF jmenovala do každého volebního obvodu jednoho svého kandidáta, kterého pak voliči ve volbách mohl buď potvrdit, nebo odmítnout (tato možnost volby však byla čistě teoretická, v praxi byli kandidáti vždy drtivou většinou hlasů schváleni). Teoreticky se o nominaci do voleb mohl v každém obvodě ucházet libovolný počet osob, z nichž by pak daná územní organizace NF vybrala v primárních volbách konečného kandidáta. K tomu však po roce 1948 v žádném obvodě ani jednou nedošlo, navržen a formálně schválen byl vždy jen jeden kandidát, jehož příslušnost k jedné ze složek NF závisela na předem dohodnutém klíči, přičemž výraznou početní převahu měli členové KSČ a KSS (členy těchto stran byli navíc i mnozí kandidáti, navržení jinými komponenty NF, například odbory či profesními zájmovými svazy). Pouze kandidát NF se mohl ucházet o mandát v zastupitelských sborech na všech úrovních státního aparátu (rozdíl mezi státní správou a samosprávou neexistoval).
Zákon č. 113/1967 Sb. měl umožnit volit ve volebních obvodech 4–8 poslanců. Tento systém však nebyl nikdy použit.
NF ukončila činnost 7. února 1990.

### Seznam složek Národní fronty ČSSR (1973–1990)
Členové:
- KSČ
- Revoluční odborové hnutí
- Socialistický svaz mládeže
- Svaz rolníků
- Československý svaz žen
- Svaz československo-sovětského přátelství
- Ústřední rada družstev
- Československý svaz tělesné výchovy
- Svaz pro spolupráci s armádou
- Československý svaz protifašistických bojovníků
- Československý červený kříž
- Svaz požární ochrany ČSSR
- Československá vědeckotechnická společnost
- Svaz invalidů
- Československý mírový výbor
- Socialistická akademie
- Československý svaz novinářů
- Svaz československých filatelistů

### Seznam složek Národní fronty České socialistické republiky
Členové:
- KSČ
- Československá strana socialistická
- Československá strana lidová
- Česká odborová rada
- Český svaz žen
- Svaz družstevních rolníků
- Socialistický svaz mládeže ČSR
- Česká organizace ČSTV
- Svaz československo-sovětského přátelství
- Svaz pro spolupráci s armádou
- Český svaz protifašistických bojovníků
- Československý červený kříž
- Svaz požární ochrany ČSR
- Český svaz spotřebních družstev
- Český svaz výrobních družstev
- Český svaz bytových družstev
- Svaz invalidů v ČSR
- Česká vědecko-technická společnost
- Socialistická akademie ČSR
- Česká mírová rada
- Český svaz stavebních inženýrů
- Český svaz novinářů
- Polský svaz kulturně osvětový v ČSSR
- Kulturní sdružení občanů ČSSR německé národnosti
- Svaz českých filatelistů
- Český svaz chovatelů drobného zvířectva
- Český svaz včelařů
- Český rybářský svaz
- Český myslivecký svaz
- Český ovocnářský a zahrádkářský svaz

### Seznam složek Národní fronty Slovenské socialistické republiky
Členové:
- Komunistická strana Slovenska
- Strana slobody
- Strana slovenskej obrody
- Československý červený kříž
- Československý svaz tělesné výchovy
- Slovenská mierová rada
- Slovenská odborová rada
- Slovenská vedeckotechnická spoločnosť
- Slovenský poľovnícky zväz
- Slovenský rybársky zväz
- Slovenský zväz bytových družstiev
- Slovenský zväz filatelistov
- Slovenský zväz chovateľov
- Slovenský zväz filmárov
- Slovenský zväz protifašistických bojovníkov
- Slovenský zväz spotrebných družstiev
- Slovenský zväz včelárov
- Slovenský zväz výrobných družstiev
- Slovenský zväz záhradkárov
- Slovenský zväz žien
- Socialistická akademie
- Socialistický svaz mládeže
- Svaz československo-sovětského přátelství
- Svaz pro spolupráci s armádou
- Zväz družstevných roľníkov
- Zväz invalidov SSR
- Zväz požiarnej ochrany SSR

## Čelní představitelé Národní fronty
Přehled čelných představitelů Ústředního (akčního) výboru Národní fronty (ÚV NF).
Předseda ÚV NF ČSSR:
- 22. března 1945 – červen 1948 Klement Gottwald (KSČ)
- červen 1948–1953 Antonín Zápotocký (KSČ)
- 1953–1959 Viliam Široký (KSČ)
- 1959–1968 Antonín Novotný (KSČ)
- duben 1968 – 31. srpen 1968 František Kriegel (KSČ)
- 1968–1971 Evžen Erban (KSČ)
- leden 1971 – prosinec 1987 Gustáv Husák (KSČ)
- 1988–1989 Miloš Jakeš (KSČ)
- prosinec 1989 – leden 1990 Bohuslav Kučera (ČSS)

Generální tajemník (generální sekretář) ÚV NF ČSSR:
- únor 1948–1950 Alexej Čepička (KSČ),
- 1950–1953 Oldřich John (KSČ)
- 1953–1968 Ladislava Kleňhová-Besserová (KSČ) název funkce byl tajemnice
- 1957–1960 Miloslav Vacík (KSČ)
- 1968 Evžen Erban (KSČ)
- 1968–? Rudolf Rejhon (ČSL) tajemník za ČSL
- 1968–? Slavomil Olšák (ČSS) tajemník za ČSS
- květen 1969 – srpen 1969 Miloslav Vacík (KSČ)

Úřadující místopředseda ÚV NF ČSSR:
- 22. března 1945 – ? Josef David (ČSNS)
- 22. března 1945 – ? Bohumil Laušman (ČSSD)
- 1968–? František Dvorský (KSS)
- 1971–1988 Tomáš Trávníček (KSČ)
- 1988–1989 Rudolf Rohlíček (KSS)

Předseda ÚV NF ČSR:
- 1969–1971 Josef Korčák (KSČ)
- 1971–1988 Josef Kempný (KSČ)
- 1988–1989 Karel Urbánek (KSČ)

Úřadující místopředseda ÚV NF ČSR:
- 1970–1971 Jan Pelnář
- po roce 1971 Miloslav Vacík (KSČ)

Generální tajemník ÚV NF ČSR:
- 1970–1971 Miroslav Zavadil

Předseda ÚV NF SSR:
- 1968 Vasil Biľak
- 1971–? Jozef Lenárt

Generální tajemník ÚV NF SSR:
- 1948 Ladislav Holdoš